# Добренька
Добре́нька — село в Україні, в Берестинському районі Харківської області. Населення становить 513 осіб. Орган місцевого самоврядування — Мартинівська сільська рада.

## Географія
Село Добренька знаходиться на відстані 3 км від річки Берестова (лівий берег), до села примикає село Мартинівка. Через село протікає пересихаюча річка Добренька. До села примикає лісовий масив (сосна). Поруч проходить автомобільна дорога М18 (E105).

## Історія
Село Добренька засноване у 50 роках XVIII століття переселенцями з Правобережної України на землях, подарованих секунд-майору Мінстеру.  Першу згадку про село Добренька можна знайти в газеті "Санктпетербургские сенатские ведомости объявления по казенным и судебным делам : отд. первый и второй" за 07.09.1828 в якому йдеться: "Маєток Підпоручика Івана Янковського, що входить до Константиноградського повіту при селі Добренька, земля пахатна і сіножата, кожна по 35 руб. на 945 руб., селяни чоловічої статі ревізські 5, новонароджені 2, а жіночої 5, зі своїми хатами й угіддями, оцінений в 1750 руб., а всього на суму 2695 руб., який приносить із землею доходу 170 руб., на поповнення претензії Підпоручиці Васильківської; на строки: 1 та 4, 2 та 5 Жовтня, а 3й та останній з дня пізнього припечатування через 3 місяці."
У 1911 році на території села була побудована земська школа.
До 1923 р. було частиною Наталінської волості, Костянтиноградського повіту, Полтавської губернії.
Була одним із пунктів прибуття висланих поляків із Мархлівського району.
Під час організованого радянською владою Голодомору 1932—1933 років померло щонайменше 343 жителі села.
У період Великої Вітчизняної війни у Добреньке діяв партизанський загін під керівництвом комуніста С. П. Братчикова. У цьому селі фашисти розстріляли 54 радянських громадян.

## Населення
У 1783 році в селі Добренька проживало 731 людей у віці від 17 років: 396 чоловіків і 335 жінок.
1896 року в селі Добренька проживало 1516 осіб, з яких 766 чоловіків та 750 жінок; православних – 1516 осіб.
Згідно з переписом УРСР 1989 року чисельність наявного населення села становила 587 осіб, з яких 250 чоловіків та 337 жінок.
За переписом населення України 2001 року в селі мешкало 506 осіб.

### Мова
Розподіл населення за рідною мовою за даними перепису 2001 року:
| Мова       | Відсоток |
| ---------- | -------- |
| українська | 91,81 %  |
| російська  | 7,41 %   |
| білоруська | 0,39 %   |
| інші       | 0,39 %   |

## Економіка
- Молочно-товарна і свино-товарна ферми, машинно-тракторні майстерні.
- Елеватор
- Парники
- Газопровід «Союз».
- 2 магазини

## Об'єкти соціальної сфери
- Школа.
- Будинок культури.

## Відомі уродженці
- Бобенко Андрій Михайлович — український поет, один з перших поетів робітників.
- Вирва Ілля Давидович (20 липня 1888 — квітень 1938 — член Української Центральної Ради.
- Подгорный Лука Логвинович (1888) - Чиновник воєнного часу. Учасник Білого Руху.
- Хроменко Володимир Михайлович(1891) - Поручник. Учасник Білого руху.[9]